# Koppigen
Koppigen est une commune suisse du canton de Berne, située dans l'arrondissement administratif de l'Emmental. Au 31 décembre 2022, elle compte 2 214 habitants.

## Géographie
Koppigen est située dans le nord-est du canton de Berne, à la frontière avec le canton de Soleure. Elle borde les communes bernoises de Willadingen, Höchstetten, Alchenstorf, Niederösch, Utzenstorf, Zielebach, ainsi que les communes soleuroises de Recherswil et d'Obergerlafingen.

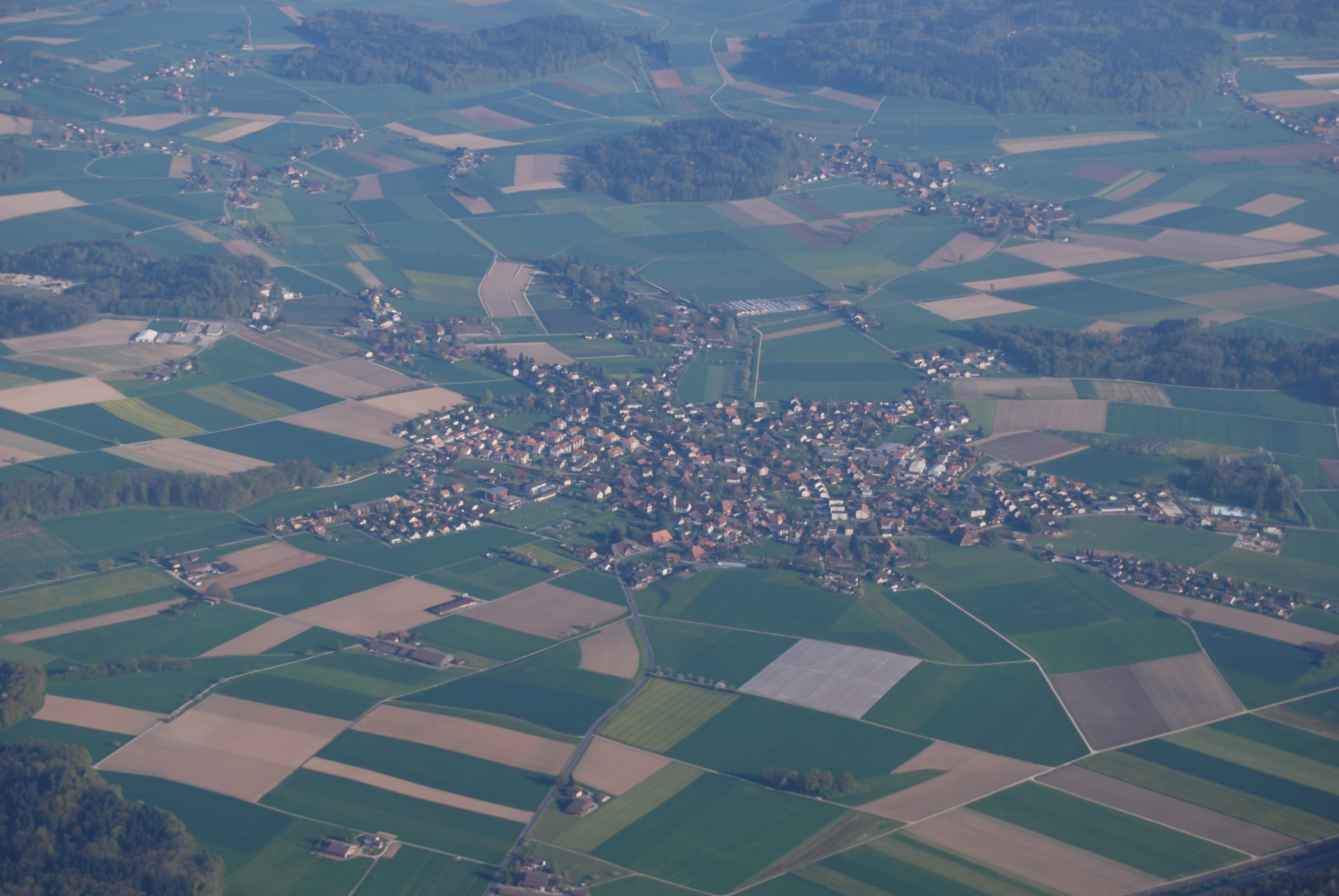
Koppigen.
Photographie aérienne prise à 400 m par Walter Mittelholzer (1922).
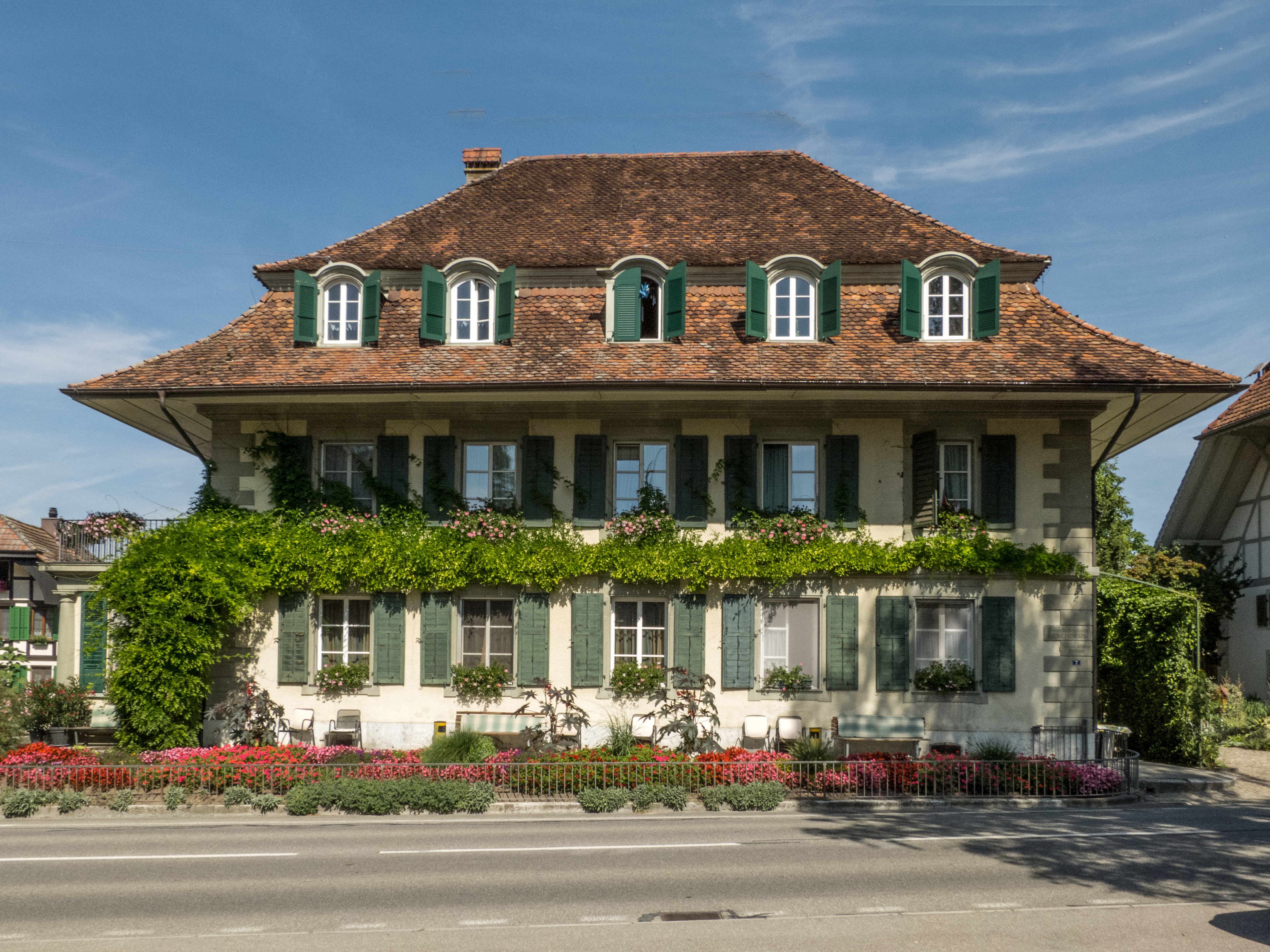
Dienstbotenheim (Oeschberg).